# لوتار اشتارک
لوتار اشتارک (آلمانی: Lothar Stark؛ ۵ سپتامبر ۱۸۷۶ – ۳۱ مارس ۱۹۴۴) تهیه‌کننده فیلم و روزنامه‌نگار اهل آلمان بود. 
وی در جمهوری وایمار تهیه‌کنندهٔ فیلم‌های مستقل بود و به‌دنبال قدرت گرفتنِ نازیسم، او به سبب تبار یهودی‌اش به کپنهاگ تبعید شد و بعدها به لندن رفت. در آنجا تلاشش برای تهیهٔ فیلم‌های جدید به‌دلیل فقدان سرمایه‌گذار، بی‌ثمر ماند و او به ناچار به کپنهاگ برگشت. به‌دنبال تهاجم آلمان به دانمارک در سال ۱۹۴۰ میلادی، وی و تعداد دیگری از یهودی‌تباران دانمارکی، طی عملیات نجات یهودیان دانمارکی، موفق به فرار به سوئد شدند.
از فیلم‌های او می‌توان به شهر یک هزار خوشی اشاره کرد.